# Якобея болотная подвид шерстистая
Якобея болотная подвид шерстистая (Jacobaea paludosa subsp. lanata), или Якобея татарская (устаревший синоним) — травянистое растение рода Якобея (Jacobaea) семейства Астровые (Asteraceae).

## Название
Научное латинское название рода Jacobaea , по всей видимости, дано в честь одного из 12 апостолов, Иакова (Иакова Зеведеева, Иакова старшего).
Научный видовой эпитет paludosa имеет значение «болотный, топкий, трясинный» и происходит от лат. palūs («болото, топь») и суффикса лат. -ōsus, образующего прилагательные от существительных. Эпитет подвида lanata является производным от лат. lāna («шерсть») и суффикса лат. -ātus, образующего прилагательное. Названия вида и подвида отражают соответственно тенденцию вида селиться по влажным заболоченным участкам и густую опушенность всех частей растения.
Русскоязычное родовое название является транслитерацией латинского, эпитеты вида и подвида — смысловыми переводами с латыни.

## Ботаническое описание
Многолетнее травянистое растение.
Корневище ползучее, в узлах, с мочкой длинных толстоватых корней.
Стебли одиночные, прямые, внутри полые, простые или ветвящиеся в верхней части, густо облиственные, паутинно-шерстистые, 60-200 см высотой.
Нижние стеблевые листья рано увядающие, средние и верхние листья узко-продолговатые, ланцетовидные или линейно-ланцетовидные, острые, к основанию суженные, сидячие, по краям неравно острозубчатые или пильчатые, 8-15 см длиной и 1-3 см шириной. Сверху зеленые, слегка паутинисто-шерстистые, снизу клочковато-беловойлочные.
Корзинки в числе 4-7 или многочисленные на верхушке стебля на войлочно опушенных цветоносах в щитковидной метелке. Обертки паутинисто опушенные, ширококолокольчатые, около 8 мм длиной и 12-15 мм шириной, наружные листочки линейные, 8-10 штук, вдвое короче внутренних. Язычковые цветки желтые или оранжево-желтые, в числе около 18, в 1,5-2 раза длиннее обертки.
Семянки цилиндрические, голые, 3,5 мм длиной.

## Распространение и экология
Центральная Европа, на территории России — Западная Сибирь, Европейская часть России , включая Ленинградскую область.
Предпочитает влажные места по берегам озер, на заливных лугах, на кочкарниках среди ольхи.

## Классификация

### Таксономия[6]
Jacobaea paludosa subsp. lanata (Holub) B.Nord. & Greuter, 2006, Willdenowia 36(2): 712
Таксон Якобея болотная подвид шерстистая относится к виду Якобея болотная рода Якобея семейства Астровые (Asteraceae) порядка Астроцветные (Asterales). Кладограмма в соответствии с Системой APG IV:
|  |                                      |  |                                   |                                   |                    |  | ещё 10 семейств | ещё 10 семейств |                 |  |  |  | еще 67 подтвержденных и 27 в статусе "непроверенных" видов и инфравидовых таксонов | еще 67 подтвержденных и 27 в статусе "непроверенных" видов и инфравидовых таксонов |  |  |
|  |                                      |  |                                   |                                   |                    |  | ещё 10 семейств | ещё 10 семейств |                 |  |  |  | еще 67 подтвержденных и 27 в статусе "непроверенных" видов и инфравидовых таксонов | еще 67 подтвержденных и 27 в статусе "непроверенных" видов и инфравидовых таксонов |  |  |
|  |                                      |  |                                   | порядок Астроцветные              |                    |  |                 |                 | род Якобея      |  |  |  |                                                                                    | Якобея болотная подвид шерстистая                                                  |  |  |
|  |                                      |  |                                   | порядок Астроцветные              |                    |  |                 |                 | род Якобея      |  |  |  |                                                                                    | Якобея болотная подвид шерстистая                                                  |  |  |
|  | отдел Цветковые, или Покрытосеменные |  |                                   |                                   | семейство Астровые |  |                 |                 | Якобея болотная |  |  |  |                                                                                    |                                                                                    |  |  |
|  | отдел Цветковые, или Покрытосеменные |  |                                   |                                   |                    |  |                 |                 |                 |  |  |  |                                                                                    |                                                                                    |  |  |
|  |                                      |  | ещё 63 порядка цветковых растений | ещё 63 порядка цветковых растений |                    |  |                 | ещё 1804 рода   | ещё 1804 рода   |  |  |  | еще 2 инфравидовых таксона                                                         |                                                                                    |  |  |
|  |                                      |  |                                   | ещё 63 порядка цветковых растений |                    |  |                 |                 | ещё 1804 рода   |  |  |  |                                                                                    |                                                                                    |  |  |

### Синонимы
- Jacobaea tatarica  (Less.) E.Wiebe
- Senecio tataricus  Less.